# Pokolj u Thiaroyeu
Pokolj u Thiaroyeu izvršila je 1. prosinca 1944. godine francuska vojska nad veteranima iz Francuske Zapadne Afrike koji su sudjelovali bitci za Francusku 1940. godine. Ovi pripadnici Tirailleurs Sénégalais su netom bili oslobođeni iz zarobljeničkih logora. Nakon prijevoza u Zapadnu Afriku odnosno vojni logor Thiaroye u predgrađu Dakara, pobunili su se protiv užasnih uvjeta i slabih prihoda. Ubijeno je između 35 i 400 veterana. 

## Pozadina
Tijekom bitke za Francusku 1940., njemačke postrojbe zarobile su oko 120 000 vojnika iz francuskih kolonija. Vođeni njemačkom rasnom ideologijom, Nijemci su odmah nakon zarobljavanja na mjestu pobili između 1000 i 1500 zarobljenika tamne boje kože u razdoblju tijekom svibnja i lipnja 1940. godine. Za razliku od bjelačkih zarobljenika koji su odvođeni u Njemačku, Nijemci su tamnopute zarobljenike držali u logorima po Francuskoj pod izlikom sprječavanja širenja tropskih bolesti. Pravi razlog je bio da nacisti spriječe bilo kakvu mogućnost „rasnog oskvrnuća” njemačkih žena od strane crnaca, budući da je miješanje rasa bilo zabranjeno Nürnberškim zakonima iz 1935. godine.
Nakon savezničkog iskrcavanja u Normandiji u lipnju 1944., zarobljenički logori s vojnicima iz francuskih kolonija su ubrzo bili oslobođeni, a veterani transportirani u Zapadnu Afriku.  Dana 5. studenoga 1944., skupina od 1635 bivših zarobljenika krenula je britanskim brodom iz luke Morlaix. U Dakar su usplovili 21. studenoga i bili privremeno smješteni u vojni logor Thiaroye, u predgrađu Dakara.
Nezadovoljstvo u redovima tinjalo je još od oslobođenja iz zarobljeničkih logora. Opća neorganiziranost francuskih vlasti uzrokovala je njihovo stalno odgađanje repatrijacije. Osim toga, nisu primili demobilizacijske benefite čak ni prije transporta u Afriku, osim 1500 franaka plaćeno unaprijed. Ostali problemi ticali su se nerazmjera u vrijednosti metropolitanskog franka i kolonijalnog franka, koji je imao manju vrijednost.
Dana 25. studenoga, skupina veterana koja je trebala biti upućena u Bamako, odbila je poslušnost dok se sva procedura vezana uz demobilizaciju ne riješi. brigadni general Marcel Dagnan posjetio je logor 28. studenoga, ali su ga dočekali gnjevni veterani koji više nisu htjeli slušati isprike i trpjeti odgađanja oko rješenja svojih statusa. Dagnan je proglasio stanje pobune u logoru i odlučio riješiti problem primjenom sile. Incident je proglašen pobunom, jer su pojedini vojnici na sebi i dalje nosili vojničke odore i bili naoružani, iako su službeno svi bili demobilizirani.

## Pokolj
Ujutro 1. prosinca oko 6:30 sati, dijelovi 1. regimente Tirailleurs Sénégalais i 7. regimenta Tirailleurs Sénégalais, ojačane snagama iz lokalnih postrojbi Nacionalne žandarmerije, dijelovima 6. regimente Kolonijalnog topništva i jednim tenkom M3 Stuart ušli su u logor s ciljem da uguše navodnu pobunu.
Stuacija je eskalirala oko 9:30 sati kada su prema izvještajima francuskih koonijalnih vlasti, veterani iz baraka otvorili vatru. Ostale verzije govore da je hitac upozorenja u zrak od strane kolonijalnih trupa pokrenuo sveopće komešanje. U općoj paljbi koja je uslijedila, unutar par minuta poginulo je na licu mjesta 24 veterana, dok je njih 11 ubrzo podleglo ranama. Kasniji dagnanov izvještaj od 5. prosinca tvrdi da je na licu mjesta ubijeno 24, a naknadno u bolnici preminulo dodatnih 46 veterana, što je ukupno 70 žrtava. Neki od preživjelih veterana kasnije su tvrdili da su izvještaji lažirani kako bi se umanjila tragedija, te da je broj ubijenih bio oko 300 veterana.

## Posljedice
Iduće godine, 34-orica veterana, za koje se pretpostavljalo da su bili vođe pobune, osuđeni su na zatvoreske kazne u rasponu od jedne do deset godina. Francuski predsjednik Vincent Auriol ih je sve pomilovao prilikom posjete Senegalu 1947., ali udovice veterana nikad nisu dobile veteranske mirovine, koje se inače dijele udovicama poginulih vojnika.
Dok je u samoj Francuskoj pokolj veterana u Thiaroyeu zataškavan, on je snažno odjeknuo Francuskom Zapadnom Afrikom. Događaj je uzrokovao promjenu općeg mišljenja prema Francuskoj, kao kolonijalnoj sili koja gleda samo svoje interese, dok će Afrikanci bez obzira bore li se rame uz rame s kolonizatorima, ipak uvijek biti ujedinjeni jedino u zajedničkoj patnji naspram kolonizatora.

## Sjećanje
Senegalski redatelj Ousmane Sembène snimio je 1988. godine film „Camp de Thiaroye”, koji opisuje događaje koji su doveli do pokolja, te sam pokolj. Filmski kritičari su ga ocijenili kao vrijedan povijesni dokument koji će održati živim sjećanje na Thiaroye. Film je u Francuskoj bio zabranjen za javno emitiranje 10 godina.
Pokolj u Tiharoyeu se ni do dan danas ne spominje u francuskim školskim udžbenicima.
Senegalski pjesnik i političar Léopold Sédar Senghor napisao je poemu “Thiaroye” u znak sjećanja na žrtve.

## Vanjske poveznice
- « 1er décembre 1944 : le massacre du camp de Thiaroye » (article de Hervé Mbouguen, 23 octobre 2003)
- Camp de Thiaroye  Arhivirana inačica izvorne stranice od 27. veljače 2012. (Wayback Machine) (extrait vidéo sur le site de la Médiathèque des Trois Mondes)